# François Bignon (homme politique)
Pour les articles homonymes, voir François Bignon et Bignon.
François Bignon, né le 18 janvier 1789 à Orléans et décédé le 11 juin 1863 à Paris 8e, est un négociant et un homme politique français.

## Biographie
Né à Orléans le 18 janvier 1789, fils de Claude Bignon, négociant, et de Marie Jeanne Ratouis, François Bignon est négociant à Nantes, membre du conseil général du commerce, juge au tribunal de commerce de Nantes de 1822 à 1829, président du tribunal en 1831 et 1832, président de facto de la Chambre de commerce de Nantes de 1837 à 1838 et de 1839 à 1845. Engagé en politique, il est élu conseiller municipal de 1832 à 1848, conseiller général et président du Conseil général de Loire-Inférieure, en 1850 et 1851,,.
Le 21 juin 1834, le 2e collège électoral de la Loire-Inférieure, à Nantes, l'élit député avec 238 voix sur 405 votants et 547 inscrits, contre 133 voix à René Pierre Chaillou, le député sortant. Il est réélu ensuite à chaque renouvellement jusqu'à la fin de la monarchie de Juillet, le 4 novembre 1837, le 9 juillet 1842 et le 1er août 1846. Élu en 1834 comme candidat de l'opposition, il se rapproche progressivement de la majorité conservatrice et vote dans le même sens qu'elle, à l'exception des questions financières, où il adopte un point de vue indépendant correspondant à sa connaissance des affaires. Il est élu à plusieurs reprises rapporteur du budget,, secrétaire le 27 décembre 1839 et le 7 novembre 1840 et vice-président de la Chambre des députés du 29 décembre 1841 à 1847 (il est réélu cinq fois, les 6 août 1842, 29 décembre 1943, 28 décembre 1844, 30 décembre 1845 et 29 août 1846),.
Catholique, il défend l'école mutuelle et la liberté d'enseignement. Il aurait négocié l'accession de Narcisse-Achille de Salvandy au ministère de l'Instruction publique en décembre 1844.
Élu lors de la séance du 20 janvier 1847 candidat à la commission de surveillance de l'amortissement par la Chambre, il est nommé à ce poste par ordonnance royale le 24 janvier suivant. En 1846, il devient conseiller maître à la Cour des comptes, fonction qu'il conserve après 1848. Il est fait chevalier de la Légion d'honneur en 1833, officier en 1843 et commandeur le 29 avril 1846. Il est membre, notamment, de la Société d'horticulture et de la Société industrielle de Nantes.
Il meurt à Paris le 11 juin 1863. Il est inhumé au cimetière Montmartre (5e division), il repose avec ses deux épouses, Nistine Métois (fille du négociant et armateur Jean Louis Métois et de Marie Victoire Lemesle), et Julie Mellet-Mandard, son décès a été enregistré à la mairie de Parie 8e à la date du 11 juin 1863 (date lue sur la tombe, ses états de service ont été écrits sur la tombe).

## Mandats à la Chambre des députés
- 21 juin 1834 - 3 octobre 1837 : Loire-Inférieure - majorité ministérielle
- 4 novembre 1837 - 2 février 1839 : Loire-Inférieure - majorité ministérielle
- 2 mars 1839 - 12 juin 1842 : Loire-Inférieure - majorité ministérielle
- 9 juillet 1842 - 6 juillet 1846 : Loire-Inférieure - majorité ministérielle
- 1er août 1846 - 24 février 1848 : Loire-Inférieure - majorité ministérielle[8]

## Sources
- Adolphe Robert, Gaston Cougny, Dictionnaire des parlementaires français de 1789 à 1889, Paris, Edgar Bourloton, 1889-1891, tome 1, p. 318.
- Marius Faugeras, « Bignon, François », Michel Lagrée (dir.), La Bretagne, tome 3 du Dictionnaire du monde religieux dans la France contemporaine, Éditions Beauchesne, 1990, 425 pages, p. 43-44.
- René Kerviler, Répertoire général de bio-bibliographie bretonne, Rennes, J. Plihon et L. Hervé, 1886-1908, livre premier: « Les Bretons », tome 3, fascicule 7, p. 219-221.
- Gustave Vapereau (dir.), Dictionnaire universel des contemporains, contenant toutes les personnes notables de la France et des pays étrangers, Hachette, 1865 (3e édition refondue et augmentée), 183 pages, tome 1, p. 190.